# Giro delle Marche
El  'Giro delle Marche'  es una carrera de ciclismo de ruta para ciclistas profesionales que se disputó durante nueve ediciones (1968-1976). Todas las ediciones fueron organizadas por el ciclista Fabriano "Nino Petruio", con salida y llegada a la ciudad de Fabriano. Este es el cuadro de honor de las nueve ediciones celebradas:

## Palmarés
| Año  | Ganador             |
| ---- | ------------------- |
| 1968 | Luciano Dalla Bona  |
| 1969 | Tino Conti          |
| 1970 | Italo Zilioli       |
| 1971 | Gosta Pettersson    |
| 1972 | Michele Dancelli    |
| 1973 | Sigfrido Fontanelli |
| 1974 | Kociss Rodriguez    |
| 1975 | Serge Parsani       |
| 1976 | Pierino Gavazzi     |

- Datos: Q18215348